# Jean-Pierre Puthod
Jean-Pierre Puthod (... – 30 marzo 1996) è stato uno sciatore alpino e allenatore di sci alpino francese.

## Biografia
Vinse la medaglia di bronzo nello slalom speciale alla VIII Universiade di Livigno 1975.
Dopo il ritiro dall'attività agonistica, divenne allenatore di sci.
Ottenne l'incarico di direttore tecnico della nazionale di sci francese nel giugno 1987 e ai Giochi olimpici di Calgary 1988, portò al successo Franck Piccard, che vinse l'oro nel supergigante e il bronzo nella discesa libera.
Dopo le Olimpiadi, si dimise dall'incarico perché in disaccordo sulle modalità riorganizzatife decise dalla Federazione dello sci francese.
È morto suicida il 30 marzo 1996.
Dopo la sua scomparsa il Centre d'Etudes des Sportifs Nationaux et Internationaux (CESNI) ha istituito in sua memoria un premio per i migliori atleti.

## Palmarès
- Universiadi

Livigno 1975:  Bronzo nello slalom speciale;